# Upsala (Minnesota)
Pour les articles homonymes, voir Upsala.
Upsala est une ville américaine située dans le Comté de Morrison, dans le Minnesota. Selon le recensement de 2010, sa population est de 427 habitants.

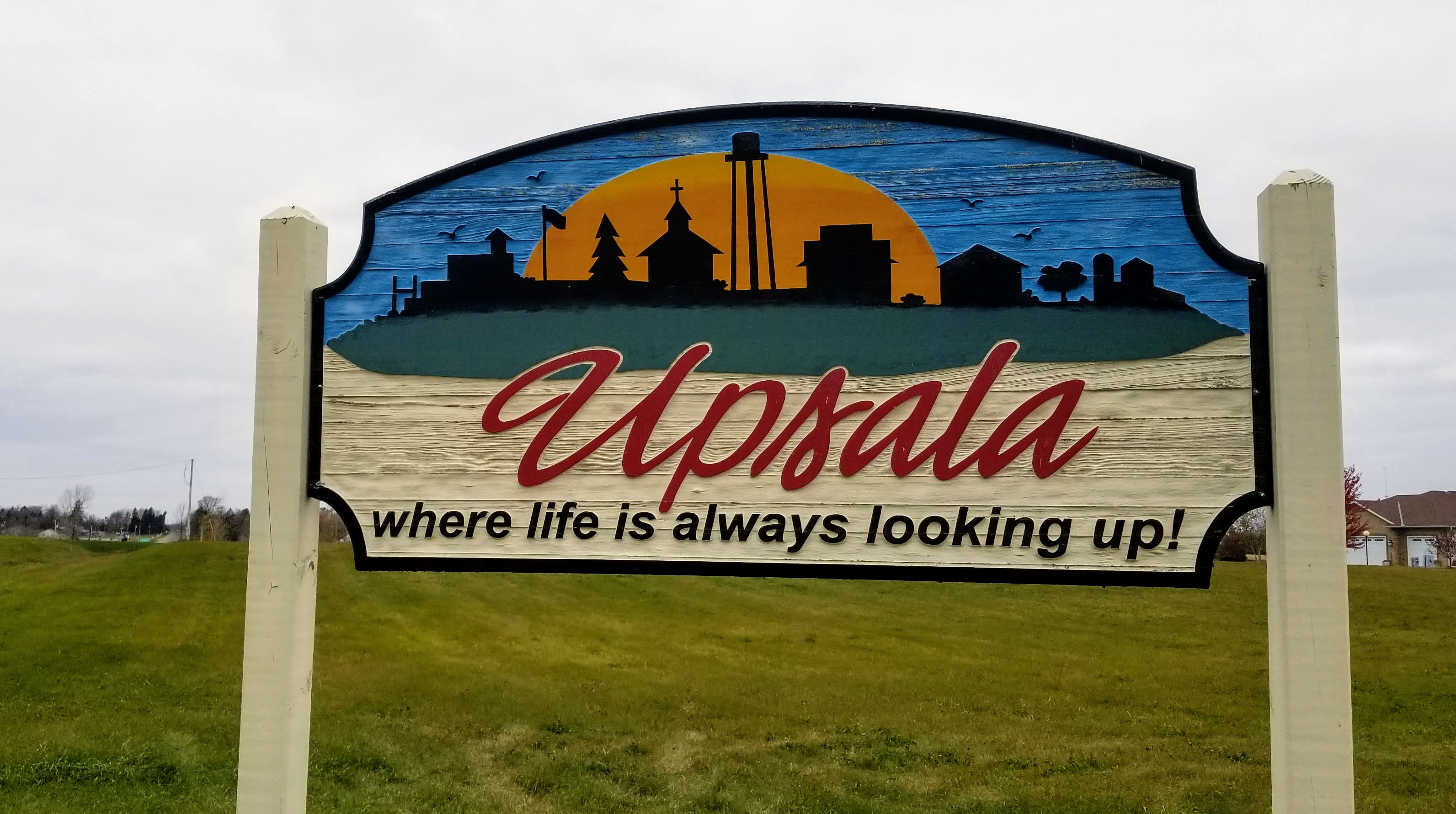
Upsala
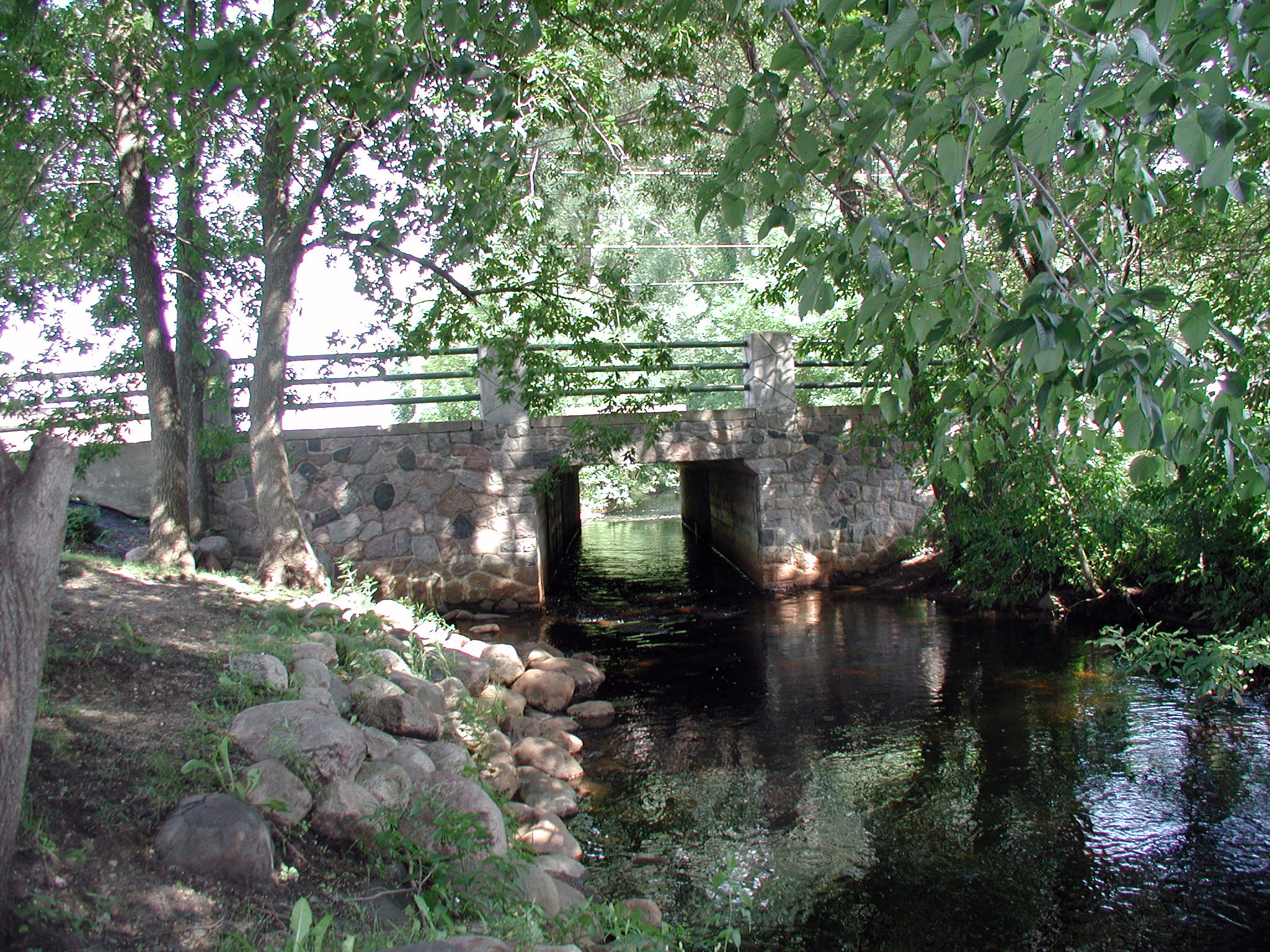
Pont (North Two River, Minnesota State Highway MN 238)
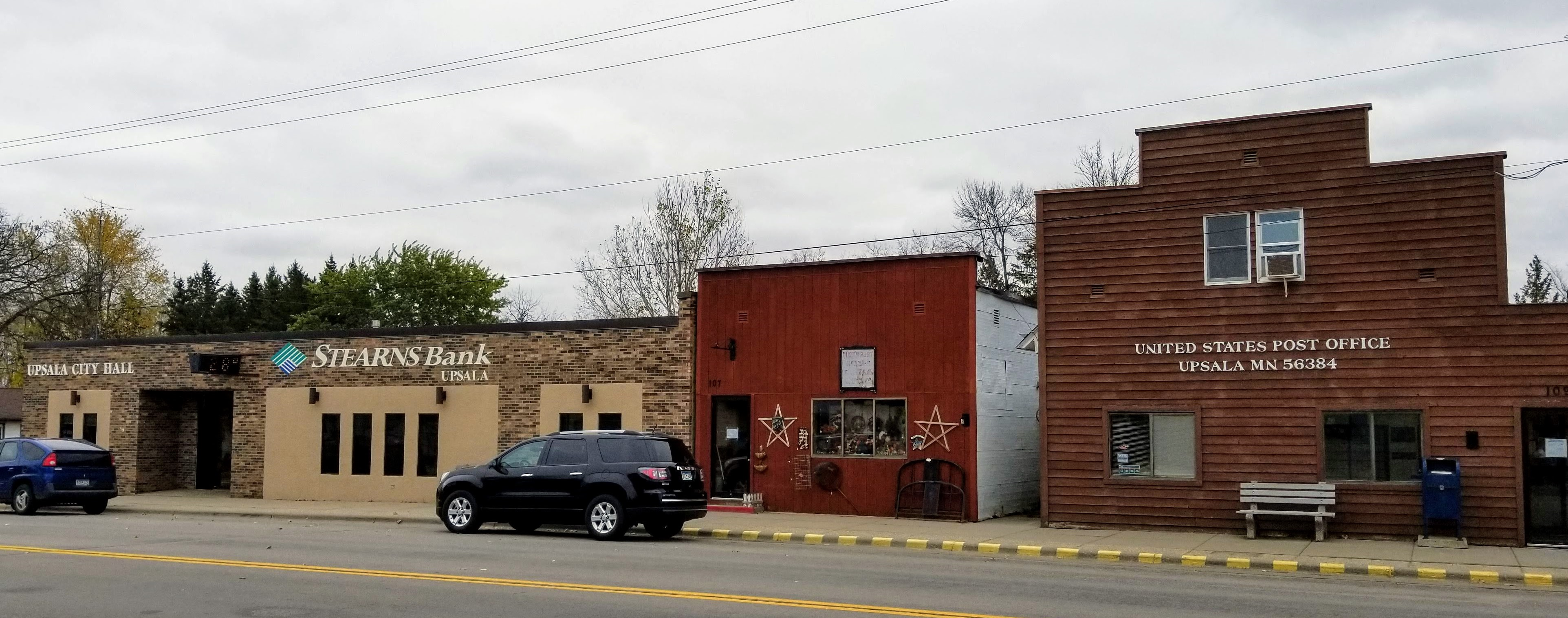
Hôtel de ville et bureau de poste d'Upsala
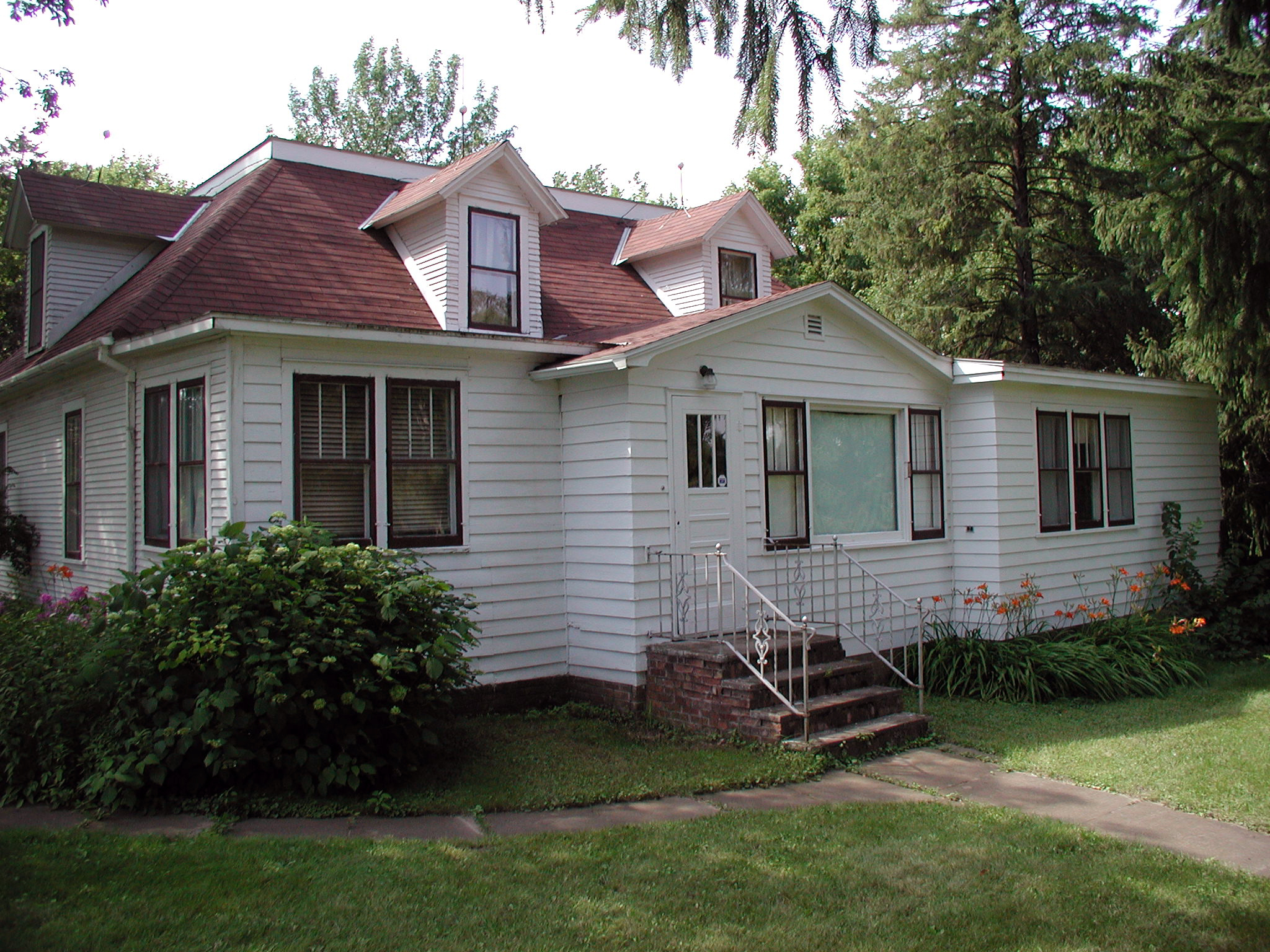
Borgstrom House Museum
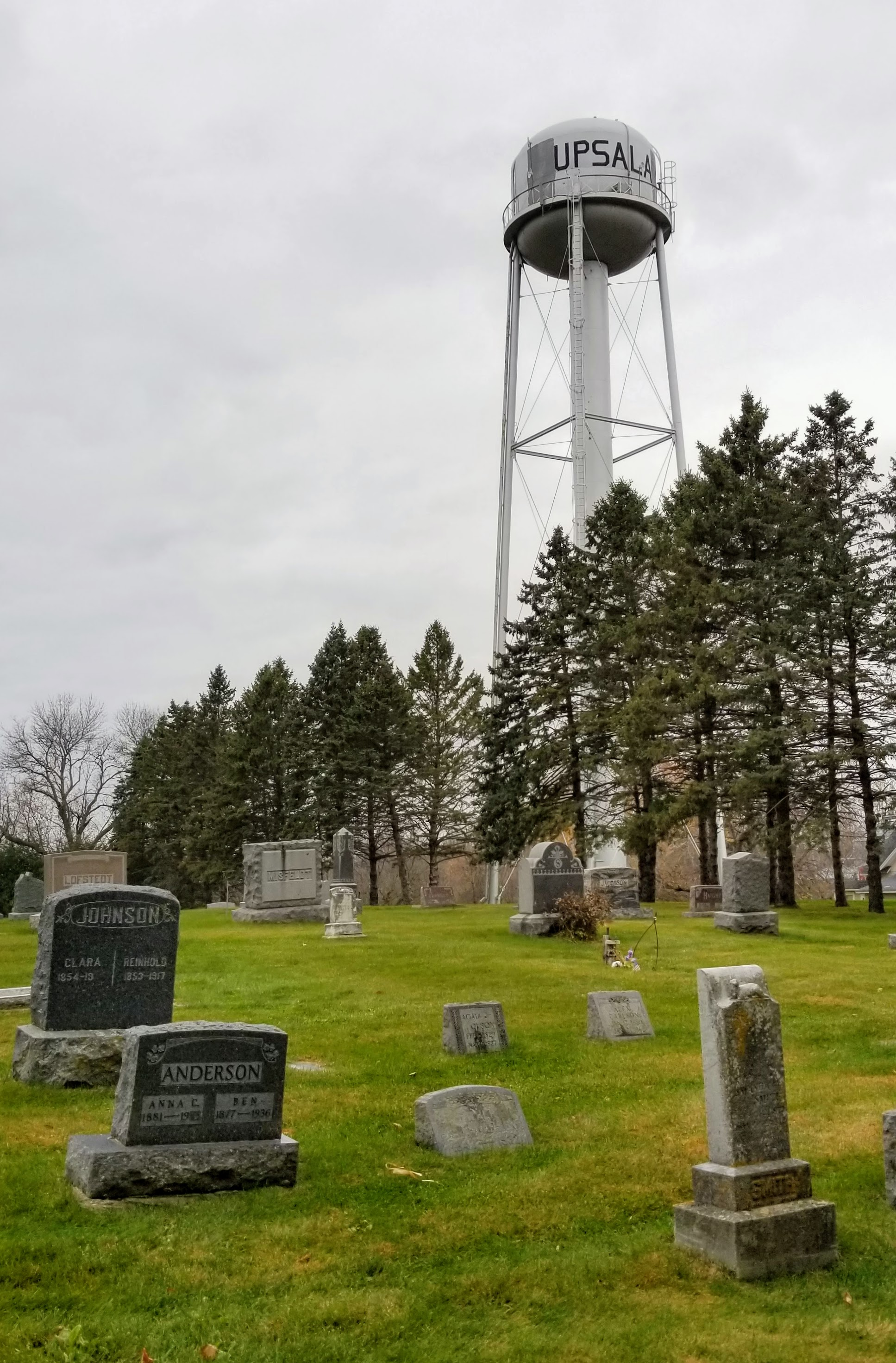
Upsala Covenant Church Cemetery